# Elección de gobernador regional de O'Higgins de 2021
La elección de gobernador regional de O'Higgins de 2021 se realizó en la Región de O'Higgins los días 15 y 16 de mayo de 2021, junto con las demás elecciones de los gobernadores regionales, nuevo cargo que viene a reemplazar la institucionalidad anterior, consistente en un intendente designado por el presidente. Dado que ninguno de los candidatos logró la mayoría relativa para ser elegidos, se realizó una segunda vuelta el 13 de junio del mismo año entre Pablo Silva y Eduardo Cornejo, resultando electo el primero con un 57,66 % de los votos.

## Sistema electoral
El gobernador regional es elegido por sufragio universal, en un sistema de segunda vuelta. El margen para resultar electo en la primera ronda de votación es un 40 % de los votos válidamente emitidos. Si ninguna candidatura logra el 40 % de los votos válidamente emitidos, hay una segunda vuelta entre las dos más votadas.
Dura cuatro años en el ejercicio de sus funciones y puede ser reelegido como máximo en una ocasión.

## Definición de candidaturas

### Primarias de Unidad Constituyente
El 29 de noviembre de 2020, la coalición Unidad Constituyente realizó elecciones primarias de gobernadores regionales en la Región de O'Higgins. Se presentaron como candidatos el exintendente Pablo Silva Amaya (PS), el exdiputado Juan Carlos Latorre Carmona (PDC) y Fernando Verdugo Valenzuela (PR). Sin embargo, Latorre tuvo de retirarse de la carrera debido a que se contagió de COVID-19, aunque su nombre aparecería igualmente en la papeleta. Finalmente, Pablo Silva ganó la primaria, con el 40,15 % de los votos.

### Resto de candidatos
El 19 de noviembre de 2020, la coalición Chile Digno, que reúne al Partido Comunista y a Federación Regionalista Verde Social, acordó llevar como candidato a las elecciones a gobernador al exalcalde de Rancagua y exdiputado Esteban Valenzuela Van Treek. Por su parte, Ricardo Rincón lanzó su candidatura como independiente, mientras que Eduardo Cornejo se convirtió en el candidato de Chile Vamos.

## Candidatos
A continuación los candidatos participantes en la elección, ordenados según la forma en que aparecieron en la papeleta.
| Candidato | Candidato                    | Partido | Lista                        |
| --------- | ---------------------------- | ------- | ---------------------------- |
|           | Eduardo Cornejo Lagos        | UDI     | Chile Vamos                  |
|           | Franklin Gallardo Gallardo   | Ind.    | Ecologistas e Independientes |
|           | Pablo Silva Amaya            | PS      | Unidad Constituyente         |
|           | Esteban Valenzuela Van Treek | FRVS    | Regionalistas Verdes         |
|           | Ricardo Rincón González      | Ind.    | Candidato independiente      |

## Resultados

### Primera vuelta
Con el 99,69 % de los votos escrutados.
|  | 24,29 % |

|  | 22,23 % |

|  | 20,39 % |

|  | 19,03 % |

|  | 14,06 % |

|  | 90,73 % |

|  | 2,86 % |

|  | 6,41 % |

|  | 100 % |

|  | 47,37 % |

### Segunda vuelta
|  | 57,66 % |

|  | 42,34 % |

|  | 97,67 % |

|  | 1,13 % |

|  | 1,20 % |

|  | 100 % |

|  | 15,51 % |